# Ellsworth Milburn
Ellsworth Milburn (* 6. Februar 1938 in Greensburg, Pennsylvania; † 3. Mai 2007 in Hunlock Creek, Pennsylvania) war ein US-amerikanischer Komponist und Pianist.

## Leben
Milborn begann als Kind Klavier zu spielen. Er studierte Klavier bei Mildred Gardner und Karin Dayas und Komposition bei Scott Huston, Paul Cooper, Henri Lazarof und Darius Milhaud. Während des Studiums (bis 1962) an der University of California, Los Angeles trat er als Jazzpianist auf. Während eines Gastspiels der Improvisationstheatergruppe The Second City in Los Angeles arbeitete er als deren Klavierbegleiter. Von 1963 bis 1968 war er festes Mitglied und musikalischer Leiter der in San Francisco ansässigen Gruppe The Committee. 1968 legte er seinen Master of Arts am Mills College in Oakland, Kalifornien ab. 1970 folgte der Doctor of Music am College-Conservatory of Music Cincinnati.
Er unterrichtete dann an der University of Cincinnati, bevor er 1975 seinen Kollegen Paul Cooper und Anne Schnoebelen an die Rice University folgte, wo er mit deren Unterstützung die Shepherd School of Music gründete. Bis 1999 war er Professor für Komposition und Musiktheorie an der Rice University. Zu seinen Schülern gehörten Efraín Amaya und Stephen Yip.
Milborn komponierte neben sinfonischen Werken und Klavierstücken überwiegend Kammermusik, unter anderem zwei Streichquartette. Er erhielt Kompositionsaufträge u. a. vom Boston Symphony Orchestra, dem Concord String Quartet und dem Lark String Quartet und wurde viermal mit Preisen des National Endowment for the Arts ausgezeichnet.

## Filmografie
- 1967: Funnyman